# آدام اسکوماتیز
آدام اسکوماتیز (انگلیسی: Adam Skumawitz؛ زادهٔ فوریه ۱۹۷۹) بازیکن فوتبال اهل ایالات متحده آمریکا است.
از باشگاه‌هایی که در آن بازی کرده‌است می‌توان به باشگاه فوتبال السوند اف. کی اشاره کرد.